# Ruta 164 (Costa Rica)
La Ruta 164, oficialmente Ruta Nacional Secundaria 164, es una ruta nacional de Costa Rica ubicada en las provincias de Alajuela y Guanacaste.

## Descripción
En la provincia de Alajuela, la ruta atraviesa el cantón de Upala (los distritos de Upala, Aguas Claras, Delicias, Canalete).
En la provincia de Guanacaste, la ruta atraviesa el cantón de Bagaces (los distritos de Bagaces, Mogote).